# Manfred Curbach
Manfred Curbach (* 28 de septiembre 1956 en Dortmund) es un ingeniero civil alemán y catedrático de universidad. Es una de las figuras líderes en el desarrollo del hormigón con armadura textil y de fibra de carbono.

## Vida
Manfred Curbach completó sus estudios de bachillerato en el instituto Albert-Einstein en Dortmund en junio de 1976. De 1977 a 1982 estudió ingeniería civil en la universidad técnica de Dortmund, especializándose en ingeniería de estructuras. En 1980 fue admitido en la Fundación de becas académicas alemanas de la República Federal de Alemania (Studienstiftung des Deutschen Volkes). Tras su graduación obtuvo una beca para investigar en la universidad de Princeton (EE.UU.) con David P. Billington en la investigación sobre “construcción de puentes en Estados Unidos” y sobre “Robert Maillart“. 
Manfred Curbach fue investigador asociado de Josef Eibl desde 1982 a 1988. Primero en la Universidad de Dortmund y más tarde en la Universidad de Karlsruhe, donde se doctoró en 1987. En 1988 se trasladó a la oficina de ingeniería de Köhler + Seitz como ingeniero de proyectos, donde fue socio desde 1994 hasta 2004.
Desde agosto de 1994, el ocupa la cátedra de estructuras de hormigón de la Universidad de Dresde, que sigue siendo su principal campo de actividad. Desde 1997, es ingeniero inspector de análisis estructural en la especialidad de estructuras de hormigón. Desde 2005 es socio en la oficina de ingeniería „Curbach Bösche Ingenieurpartner“, Dresden. En diciembre de 2014, se fundó la empresa CarboCon GmbH, especializada en el diseño, cálculo y la construcción de estructuras de hormigón armado con fibra de carbono. Curbach es uno de los tres socios fundadores.

## Investigación

### Hormigón con armadura textil y de carbono
Manfred Curbach trabaja en la investigación fundamental y aplicada al desarrollo de hormigón armado textil y con fibra de carbono con el objetivo de establecerlo en la industria de construcción. De 1999 a 2011 fue representante del área de investigación especial SFB 528 "Armaduras textiles para refuerzo y reparación de estructuras". En este programa de investigación se desarrolló y estudió el hormigón textil formado por un hormigón especial de árido fino y de fibras de alta resistencia (de diferentes materiales tales como fibras de vidrio resistentes al álcali, más tarde principalmente fibras de carbono). Este hormigón se puso en práctica en proyectos piloto iniciales en cooperación con empresas, principalmente de la industria de la construcción.
Curbach es el líder del consorcio en uno de los diez proyectos, que están financiados por el proyecto “Zwanzig20” del Ministerio alemán de Educación e Investigación (BMBF) con hasta 45 millones de euros. El consorcio C³ - Carbon Concrete Composite pretende introducir un diseño innovador con hormigón armado con fibras de carbono (CarbonBeton).
Otros temas de investigación son el comportamiento material de los hormigones en cargas multiaxiales o a altas velocidades de carga. 

### Impacto
Curbach trabaja en la investigación fundamental sobre la dinámica de alta velocidad/impacto en hormigón y estructuras de hormigón y ha establecido un centro de investigación reconocido mundialmente.

### Comportamiento multiaxial
Curbach obtuvo resultados importantes sobre la resistencia multiaxial de hormigón, especialmente de hormigón de ultra-alta resistencia y estableció un grupo de investigación para este tema altamente exigente en términos experimentales y teóricos.

### Puentes
Gracias a la organización anual del simposio sobre la construcción de puentes “Dresdner Brückbausymposium” Curbach logró formar un centro y punto de encuentro nacional y más tarde internacional para ingenieros especializados en la construcción de puentes. A través de este simposio, pero también mediante el diseño, cálculo y construcción de grandes puentes, se ha consagrado como una gran influencia en el sector de la construcción de puentes.

### Historia de la construcción del hormigón
A través de la investigación sobre la historia nacional e internacional de la construcción del hormigón, existe actualmente una creciente conciencia en la comunidad de ingenieros civiles por su propia historia en todo el mundo.

## Afiliaciones
Manfred Curbach es miembro del consejo asesor científico de la revista Beton- und Stahlbetonbau desde 1999, jefe de la delegación alemana de la Asociación Internacional de Hormigón (fib) desde 2010 y desde febrero de 2012 forma parte del comité de revisión de la Fundación de Investigación Alemana (Deutsche Forschungsgemeinschaft, DFG). Curbach es miembro de la junta ejecutiva y asesora de investigación del comité alemán de hormigón armado (Deutscher Ausschuss für Stahlbeton, DAfStb), donde fue presidente de la junta ejecutiva desde 2004 hasta 2012. De 2002 a 2008 fue miembro del Senado de la DFG y de 2003 a 2008 presidente de la junta ejecutiva de la Asociación de Ingenieros Alemanes - División de Ingeniería de la Construcción (VDI-Gesellschaft Bautechnik). Curbach es miembro del consejo asesor científico del Instituto Federal de Ingeniería e Investigación de construcción hidráulica (Bundesanstalt für Wasserbau, BAW) desde 2011 y es su presidente desde 2015.
Además, Curbach preside la delegación alemana de la Federación Internacional de Fib (Fédération internationale du Béton), donde dirige los grupos de trabajo para hormigón reforzado con textiles y la historia de la construcción de hormigón.

## Premios
El 15 de noviembre de 2011, Manfred Curbach recibió el título de doctor honoris causa de la Universität Kaiserslautern por sus destacados logros científicos en ingeniería estructural, sus méritos en la consecuente aplicación de resultados de investigación en la práctica y por su ejemplar personalidad.

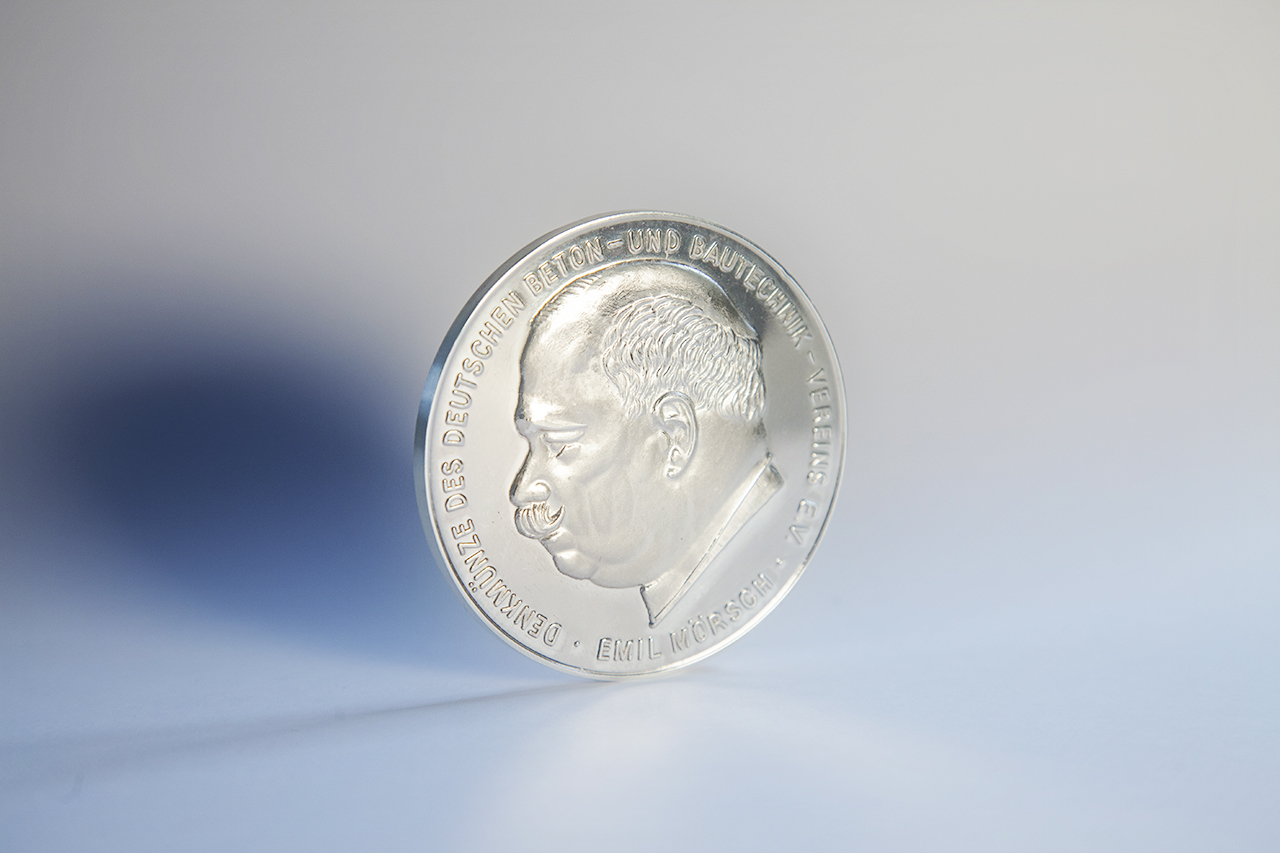
Moneda conmemorativa de Emil Mörsch

Desde junio de 2013, Curbach es miembro de la Academia Nacional de Ciencias Leopoldina. En 2017, tuvo el honor de presentar la prestigiosa conferencia de Navidad de la Leopoldina. En septiembre de 2014, la Sociedad VDI - Construcción y Servicios de edificación otorgó a Manfred Curbach en su convención anual la Medalla de Honor Wolfgang Zerna por sus excepcionales logros en el campo de la ingeniería civil.
En 2016, Curbach fue elegido miembro de la Academia de Ciencias de Sajonia (Sächsische Akademie der Wissenschaften). 
En 2016, Manfred Curbach recibió junto a Chokri Cherif y Peter Offermann el premio “Deutschen Zukunftspreis” que otorga el presidente federal alemán.

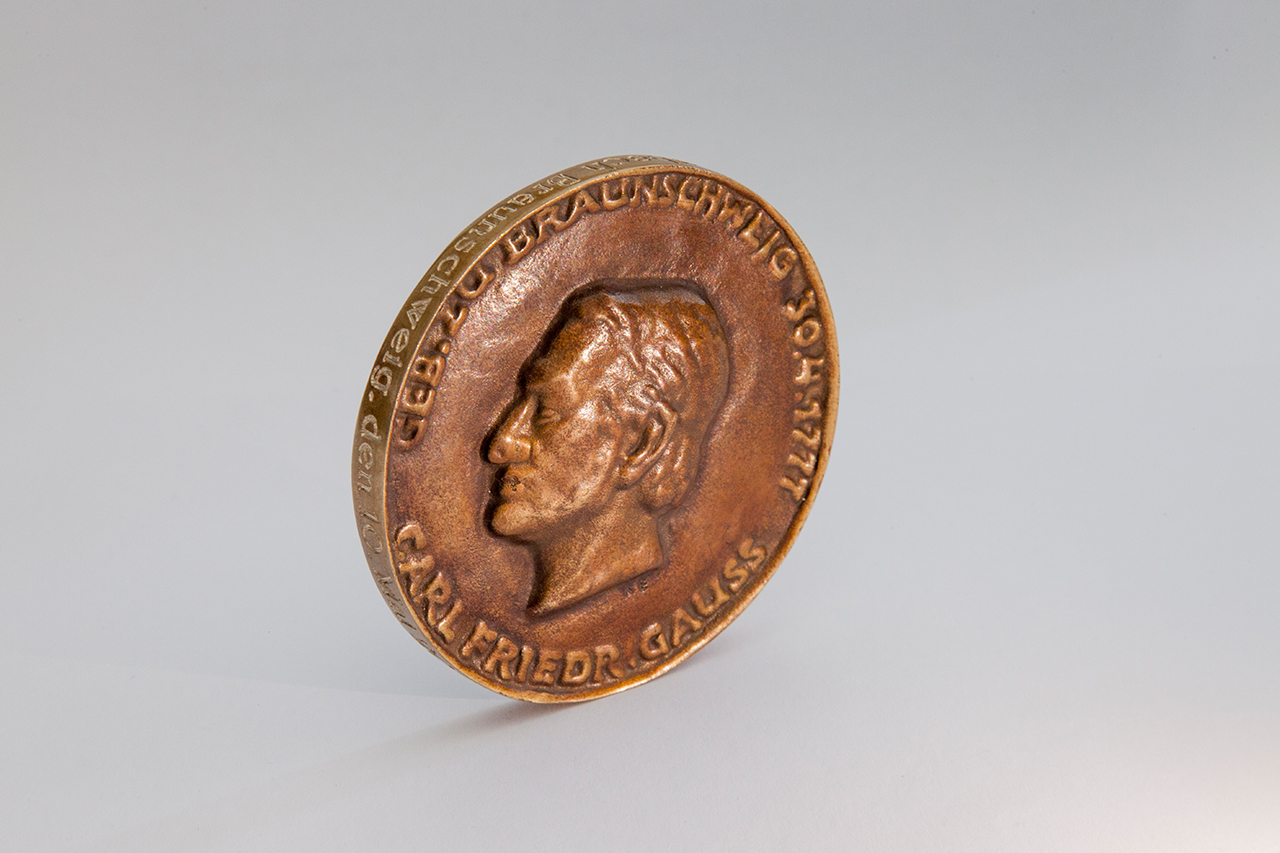
Medalla Carl Friedrich Gauss de la Sociedad Científica de Braunschweig

En 2019 fue galardonado con la Medalla “Carl Friedrich Gauss".
Manfred Curbach es desde diciembre de 2019 miembro correspondiente de la Sociedad Científica de Braunschweig en la categoria Ciencias de la Ingeniería.
También en diciembre de 2019, Manfred Curbach fue nombrado como miembro ordinario de acatech, la Academia Alemana de Ciencias e Ingeniería.
El 4 de octubre de 2021, la Universidad Técnica de Dresde (TUD) honró a los miembros que han prestado servicios destacados y logros individuales especiales en beneficio de la universidad. Curbach recibió una Insignia de Oro de Honor por entre otras cosas, su trabajo pionero en el campo del hormigón textil con armadura de carbon y por una exitosa gestión en el Prorrectorado de Desarrollo Universitario de la TUD.

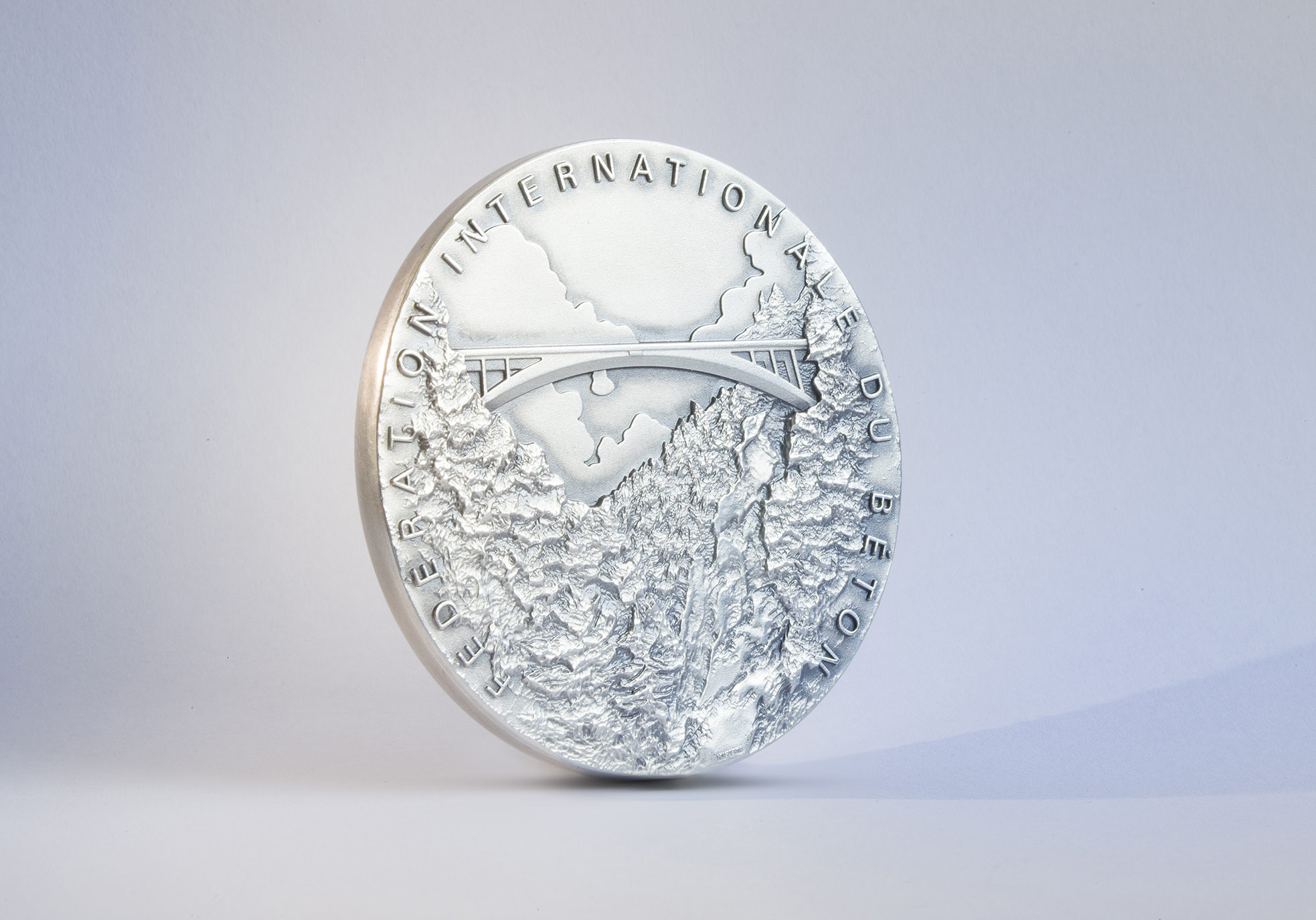
La foto muestra una fotografía de la "Medalla al Mérito en fibra" de la Fédération internationale du béton

En febrero de 2022, Curbach fue elegido como uno de los 10 miembros distinguidos de la federación internacional del hormigón armado y preesforzado (fib - Fédération internationale du béton) para el año 2022. La razón para este honor es haber pertenecido a fib durante al menos 10 años, representar sus valores y desenvolver un papel destacados en la construcción con hormigón - en docencia, investigación, diseño y construcción.
En mayo de 2023, Curbach recibió la Medalla al Mérito de fib en reconocimiento a sus destacadas contribuciones.

## Obras
- Puente de Donau, Fischerdorf (1988)
- Puente de Spessart, Puente de carretera sobre el río Main cerca de Wertheim (1989–1990)
- Puente de Main Retzbach-Zellingen (1990–1991)
- Puentes de Neckar durante la construcción de la carretera nacional B 312 entre B10 y B 14/29 en Stuttgart (1992–1993)
- Puente de Main Oberndorf durante la construcción de la autopista A 70 (1993)
- Puente de Saale Rudolphstein
- Puentes de hormigón armado con textiles en Oschatz (2005) y Kempten (2007)

## Publicaciones

### Publicaciones para el comité alemán de hormigón armado („cuadernos verdes“ DAfStb)
- Manfred Curbach, Silke Scheerer, Kerstin Speck, Torsten Hampel: Experimentelle Analyse des Tragverhaltens von Hochleistungsbeton unter mehraxialer Beanspruchung. Heft 578, 2011
- Manfred Curbach, Kerstin Speck: Konzentrierte Lasteinleitung in dünnwandige Bauteile aus textilbewehrtem Beton. Heft 571, 2008
- Manfred Curbach, Kerstin Speck: Mehraxiale Festigkeit von duktilem Hochleistungsbeton. Heft 524, 2002
- Manfred Curbach u. a.: Sachstandsbericht zum Einsatz von Textilien im Massivbau. Heft 488, 1998
- Manfred Curbach, Thomas Bösche: Verwendung von Bitumen als Gleitschicht im Massivbau. Heft 485.

### Publicaciones adicionales
Una lista detallada de sus publicaciones está disponible en la página web del Departamento de Estructuras de Hormigón.